# La Croix-en-Champagne

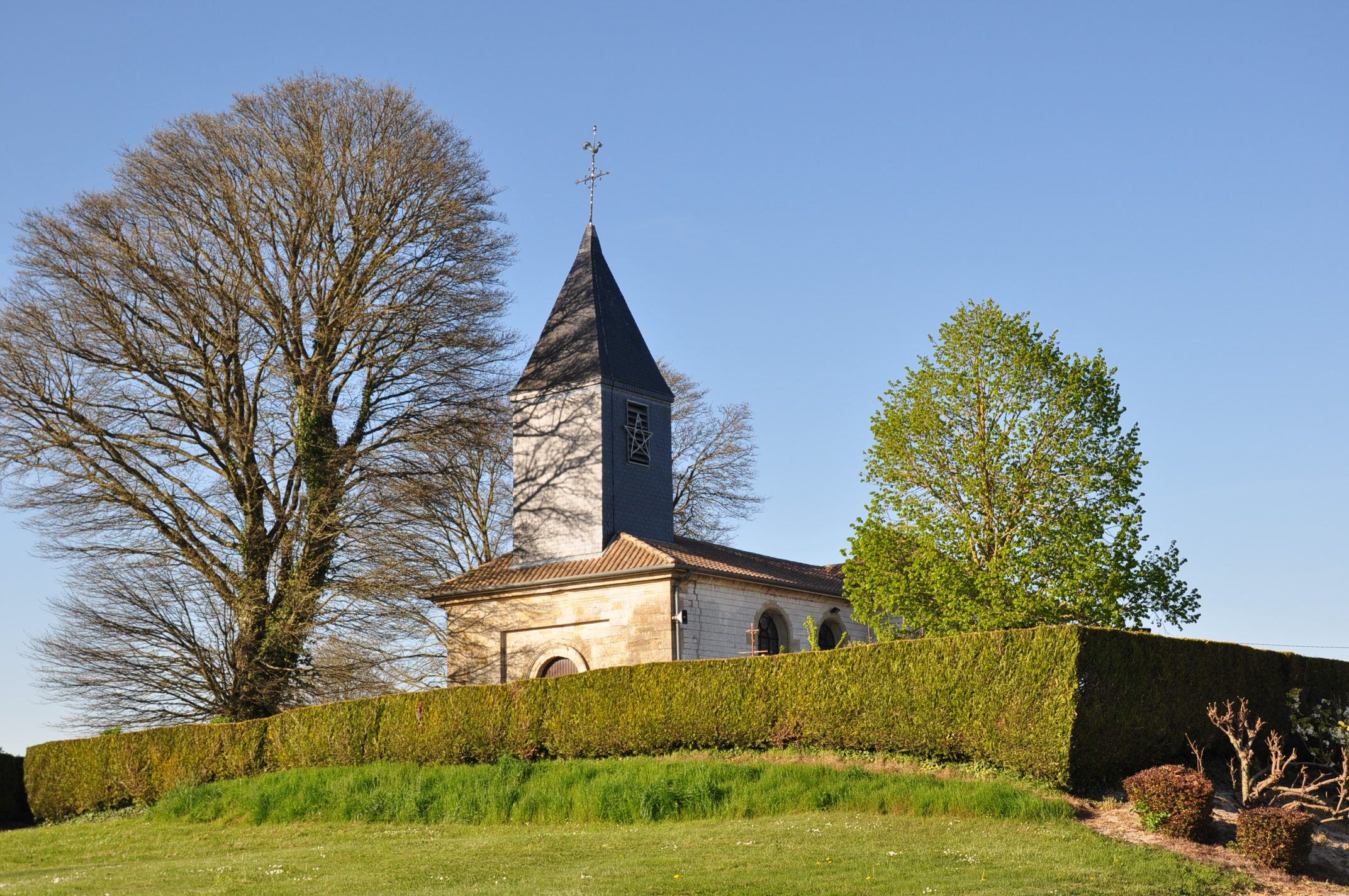
De kerk van St. Sylvin in La Croix-en-Champagne

La Croix-en-Champagne is een dorp en een gemeente in het Franse departement Marne (regio Grand Est) en telt 84 inwoners (2014). De plaats maakt deel uit van het arrondissement Châlons-en-Champagne.

## Geografie
De oppervlakte van La Croix-en-Champagne bedraagt 16,6 km², de bevolkingsdichtheid is dus 5,1 inwoners per km².

## Demografie
Onderstaande figuur toont het verloop van het inwonertal (bron: INSEE-tellingen).